# Condado de Custer (Nebraska)
El condado de Custer (en inglés: Custer County), fundado en 1887 y su nombre en honor al general George Armstrong Custer, es un condado del estado estadounidense de Nebraska. En el año 2000 tenía una población de 11.793 habitantes con una densidad de población de 1,76 personas por km². La sede del condado es Broken Bow.

## Geografía
Según la oficina del censo el condado tiene una superficie total de 6672 km² (2576,1 mi²), de los que casi la totalidad son tierra.

## Condados adyacentes
- Condado de Loup – noreste
- Condado de Valley – noreste
- Condado de Sherman – sureste
- Condado de Buffalo – sureste
- Condado de Dawson – sur
- Condado de Lincoln – suroeste
- Condado de Logan – noroeste
- Condado de Blaine - noroeste

## Demografía
Según el censo del 2000 la renta per cápita media de los habitantes del condado era de 30.677 dólares y el ingreso medio de una familia era de 37.063 dólares. En el año 2000 los hombres tenían unos ingresos anuales 24.609 dólares frente a los 19.732 dólares que percibían las mujeres. El ingreso por habitante era de 16.171 dólares y alrededor de un 12,40% de la población estaba bajo el umbral de pobreza nacional.

## Ciudades y pueblos
- Broken Bow
- Sargent
- Anselmo
- Ansley
- Arnold
- Berwyn
- Callaway
- Comstock
- Mason City
- Merna
- Oconto